# Cerapachyinae
Cerapachyinae là một phân họ kiến trong họ Formicidae. Đôi khi chúng được xếp vào tông Ponerinae.